# Infierno, canto trigésimo primero

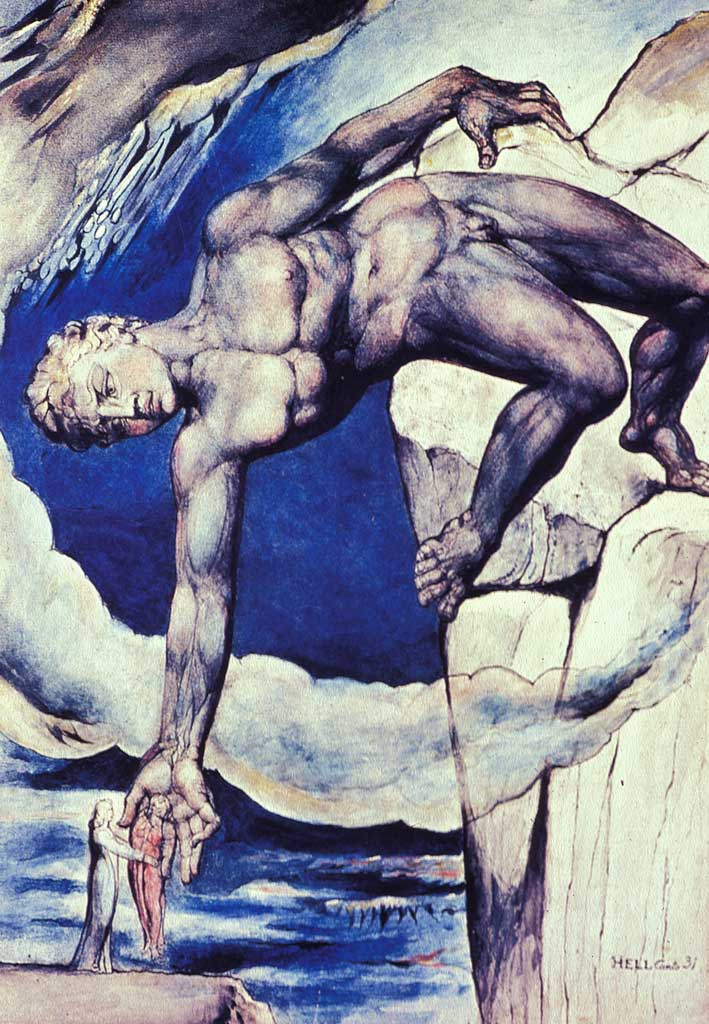
Anteo ayuda a Dante y Virgilio, acuarela de William Blake.

El canto trigésimo primero del Infierno de Dante Alighieri se desarrolla entre el octavo y el noveno círculo del Infierno, un pozo en el que se castiga a los gigantes. Se desarrolla en la tarde del 9 de abril de 1300 (Solsticio de brezo), o según otros comentadores, del 26 de marzo de 1300.
Se trata de un canto de conexión entre Dante con el infierno, como lo había sido el canto X (en los muros de la ciudad de Dite) entre los pecadores de incontinencia y los de malicia, y los cantos XVI y XVII (con el vuelo de Gerión) entre violentos y fraudulentos.

## Incipit
Canto XXXI, ove tratta de' giganti che guardano il pozzo de l'inferno, ed è il nono cerchio.

## Análisis del canto

### Los gigantes - versos 1-45

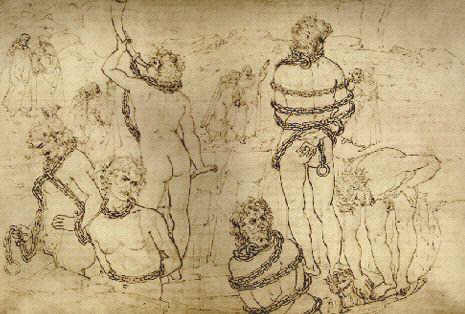
Sandro Botticelli, Los seis gigantes desnudos alrededor del pozo.

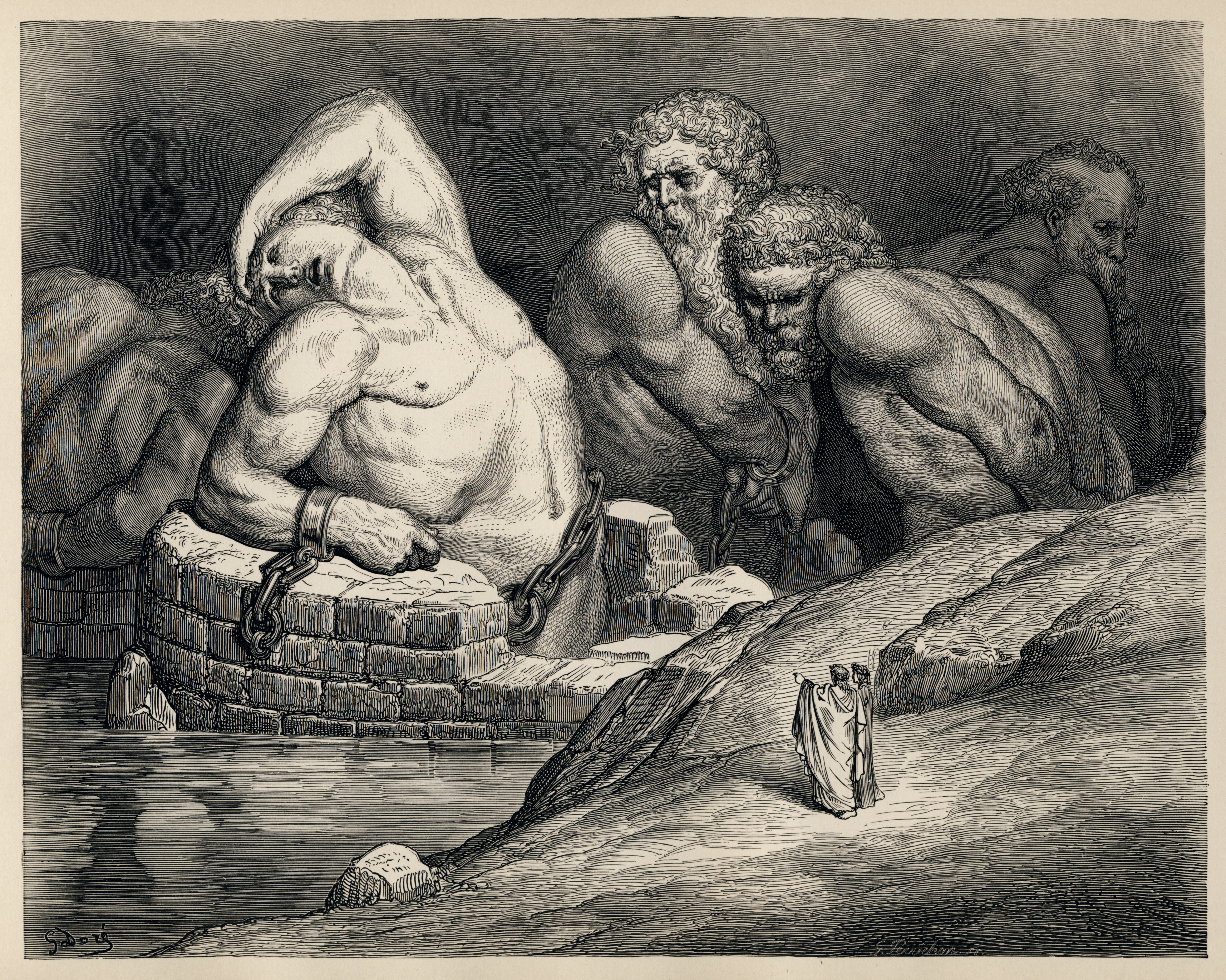
Los Gigantes, Gustave Doré.

El canto inicia con el cierre del episodio del canto precedente: Virgilio le había gritado duramente a Dante por su pulsión plebea a mirar la vulgar pelea entre Mastro Adamo y Sinón; después lo perdonó al ver la gran vergüenza que sentía.
Entonces, dice Dante que la misma lengua que lo "mordió", haciéndolo enrojecer en las dos mejillas, lo curó después, como la lanza de Peleo heredada de Aquiles, que con un golpe lastimaba y con el otro curaba, una figura mitológica utilizada también por Petrarca y otros poetas del 300, como símbolo del beso de la mujer amada.
Los dos poetas están entonces caminando sobre la última orilla del octavo círculo, después de haber atravesado la última Malebolía, procediendo en silencio en la oscuridad que era menos que noche y menos que día, tanto que la vista se podía alargar hacia adelante muy poco. En este silencio, irrumpió improvisamente el sonido de un alto cuerno, más fuerte que cualquier trueno, que hizo alzar los ojos a Dante hacia donde venía: Dante lo compara al increíble sonido del olifante que el paladín Roldán sonó en Roncesvalles (del Cantar de Roldán) para llamar a Carlomagno, y no fue tan fuerte como este sonido infernal. 
Poco después, Dante señalando la vista, cree ver algunas altas torres, y pide al maestro a cual tierra (es decir ciudad) pertenecen. Virgilio lo reta diciéndole que en la oscuridad, a tanta distancia, los sentidos se engañan fácilmente haciéndole equivocar, por eso es mejor ver mejor.
Después toma a Dante de la mano, dándole fuerza en este pasaje crucial e inicia a explicar lo que a tus sentidos parece extraño, que no son torres sino gigantes, que están en el pozo alrededor de la orilla del ombligo de abajo.
Acercándose cada vez más, Dante se da cuenta de la realidad y se esfuma el error, pero crece el miedo de encontrarse delante a estos monstruos. Como los muros de Monteriggioni coronados por torres, así sobre la orilla del pozo están los horribles gigantes que Júpiter continúa amenazando del cielo cada vez que truena (porque ellos fueron derrotados por los rayos del Dios en la batalla de Flegrea).
Dante insiste continuamente con las torres porque quiere enfatizar la gran majestuosidad de los gigantes, pero también la inmovilidad de ellos.
Los comentadores discutieron sobre si los gigantes son pecadores o guardianes del próximo círculo, el de los traidores: Dante enfatiza la humanidad, eliminando cualquier elemento sobrenatural en ellos (excepto la estatura) como se encuentra en las obras de Lucano o en Ovidio por ejemplo. Además ellos no fueron traidores, por lo tanto es improbable que simbolicen la traición (como por ejemplo Gerión como custodio del círculo de los fraudulentos es símbolo de fraude), más bien, por los elementos que Dante elige para describirlos, parece que ellos son una introducción a Satanás, situado en el centro del lago congelado de los traidores. Ellos de hecho pecaron, como Lucifer, el rebelde, de soberbia y se asemejan al Demonio dantesco en más elementos: la altura, la inexpresividad, la comparación con edificios (torres y molinos), la posición que impide ver las piernas, etc.

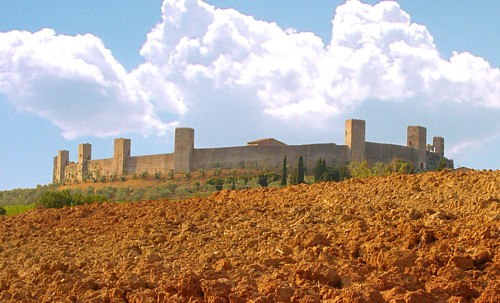
Las torres de Monteriggioni
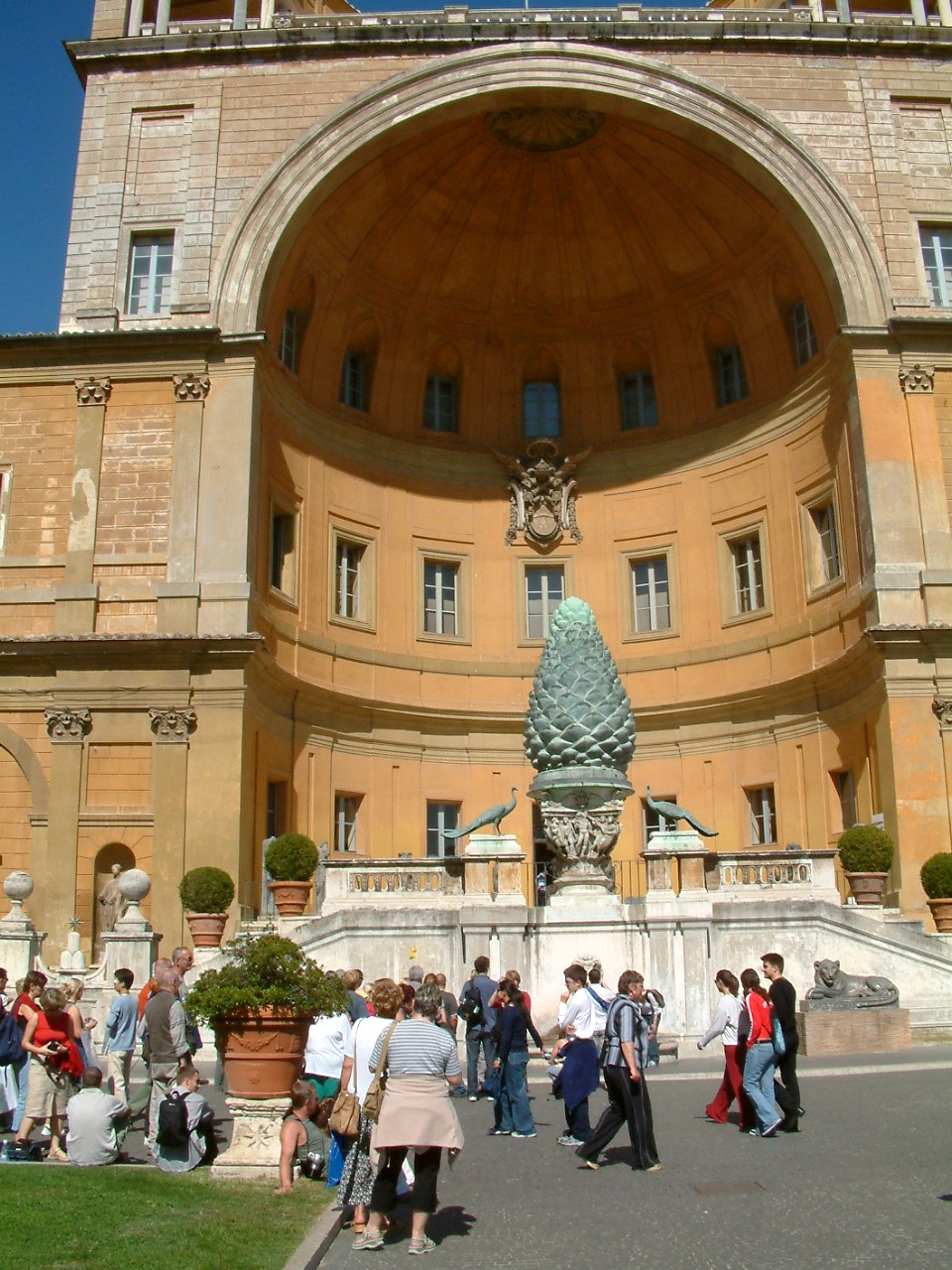
El bulbo de San Pietro

### Nemrod - vv. 46-81

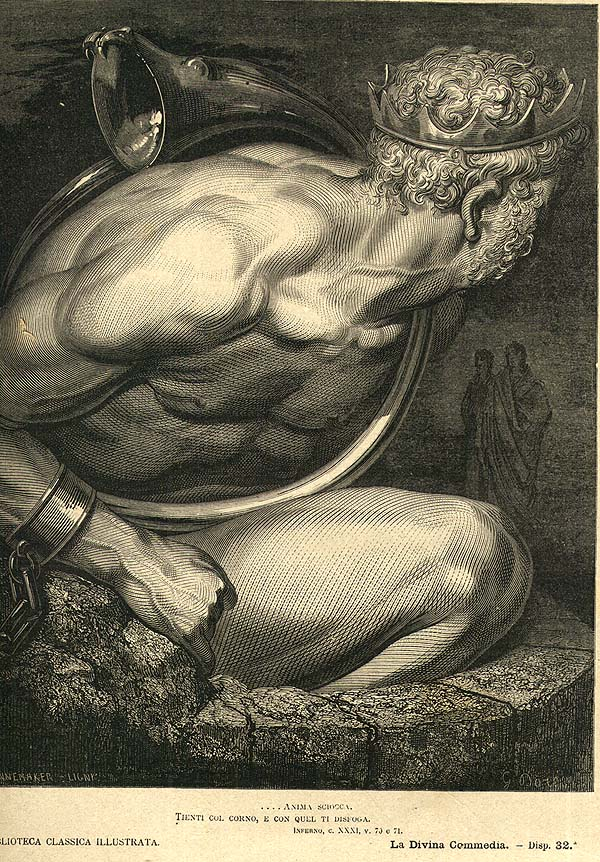
Nemrod, Gustave Doré

En tanto Dante inicia a visualizar la cara, el pecho, el vientre y los brazos que cuelgan a los lados del gigante más cercano. Con esta visión extraordinaria le viene en mente al poeta una reflexión sobre la Naturaleza, que según él hizo bien en detener el "arte" de crear tales seres, generalmente ejecutores de Marte, es decir instrumento de guerra. Ella crea todavía elefantes y ballenas sin arrepentirse, y en esto quien mira sutilmente lo juzga justo y discreto: como en los gigantes se suman la razón y la mala intención en potencia, contra el que nadie puede esconderse, en los grandes animales no.
La cabeza del gigante recuerda a Dante el bulbo de la Basílica de San Pedro, un bulbo de bronce romano que en ese entonces estaba situado delante a la iglesia del papa y que hoy se encuentra en el patio creado a propósito por Bramante en los Palacios Vaticanos: era alto más de cuatro metros; los otros miembros, describe Dante, estaban proporcionados a tal medida (es la primera de las nociones métricas que el poeta pone para dar realismo a la descripción y que por cada gigante dan un resultado alrededor de los 25 metros).
La orilla le sirve de tanga (palabra más bien culta para la época, que deriva del griego, presente en el Génesis a propósito de las ropas de Adán y en Isidoro de Sevilla) y sobresalía tanto que tres frisones (habitantes de la Frisia considerados como la población más alta del mundo) no habría llegado desde la orilla a sus cabellos: era de hecho 30 palmos abundantes de donde se veía hasta la espalda. Estas medidas dan alrededor de 25 metros de altura.

Raphèl maì amècche zabì almi
v. 67

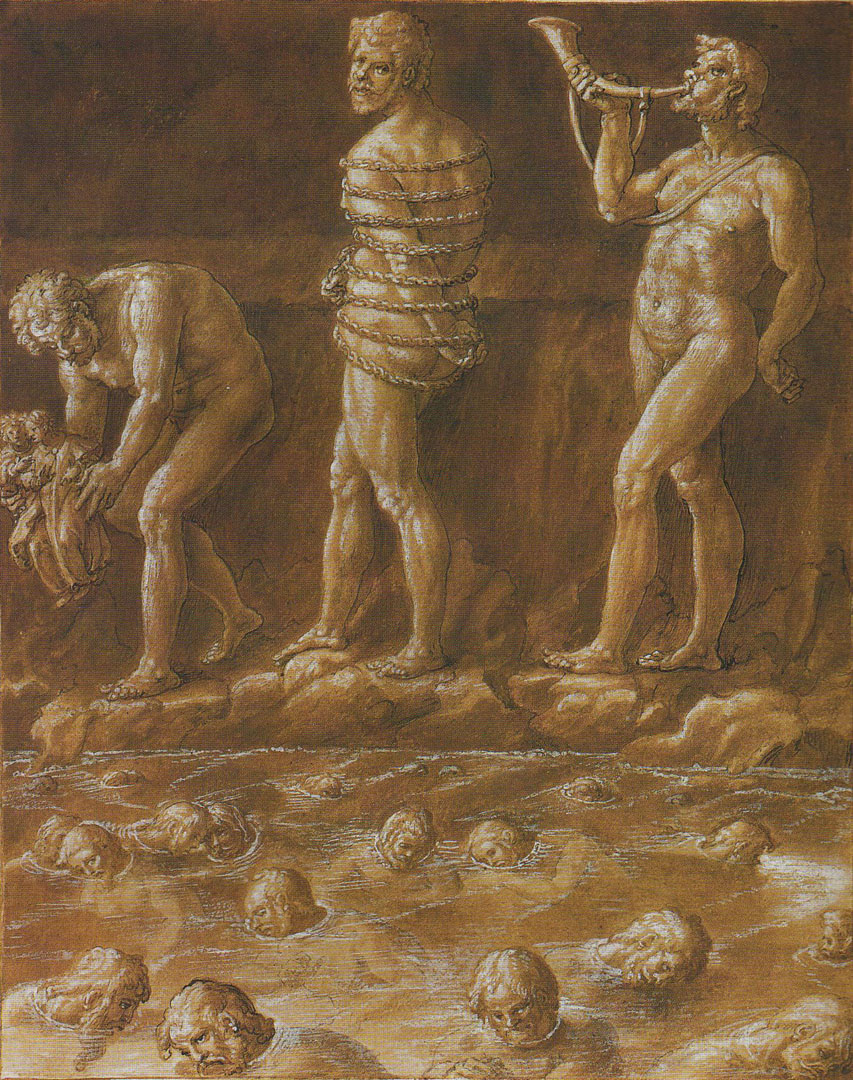
El Pozo de los Gigantes, ilustración de Giovanni Stradano (1587)

El gigante entonces habla, pero su grito no es un "dulce salmo" y Virgilio lo reta diciéndole que se desahogue con el cuerno mostrándoselo 3 veces y llamándolo alma tonta y alma confusa, al que algunos creyeron que así Dante quisiese mostrar la estupidez de los gigantes. En realidad no hay elementos suficientes para juzgarlo así.   
En cuanto a la oscura frase ella no dio lugar a grandes estudios sobre su significado, que Virgilio define unos versos más adelante como incomprensible, a diferencia del más conocido Pape Satán. Más bien se discutió su acentuación por cuestiones de métrica difícil de evaluar dado que no es un lenguaje real. Según el erudito francés R. Lemay, la frase se refiere al pecado de idolatría de Nembrot y a la divina venganza. Según el estudio de Alberto Fratini I Sabei di Dante el término zabi atestigua el vínculo con los Sabeos y el Sabaísmo y se debe a la matriz esotérica de la Divina Comedia.
Hablando con Dante Virgilio explica que este es Nemrod, gigante bíblico, que se revela por lo que es: ligado a la leyenda de la Torre de Babel (según la doctrina de los padres de la Iglesia, que unía dos pasos no correlacionados del Génesis, X 8-10 y XI 1-9) él usa un lenguaje que solo comprende él y no entiende ninguna palabra humana, por eso solo hay que dejarlo allí y no hablarle al viento. La lengua de Nemrod sería entonces la lengua pura de los orígenes (antes de la catástrofe de la Torre de Babel) o sería la consecuencia, más probablemente por el hecho que quien estuvo en una posición más alta recibió una lengua más degradada: siendo Nemrod el rey de Babilonia que había proyecto la empresa, él recibió una lengua "innoble", que Dante subraya con palabras troncas, sonidos duros y andar discordante.

### Efialtes, Briareo - vv. 82-111

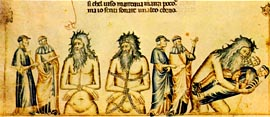
Anónimo napolitano, ilustración del canto XXXI

Los dos poetas entonces se alejan por la izquierda y encuentran otro gigante, más fiero y de mayores dimensiones. Quien lo había encadenado, piensa Dante, le había puesto el brazo izquierdo delante al derecho, unidos por una cadena que solo en la parte descubierta del cuello hacia abajo le daba cinco vueltas alrededor del cuerpo.
Después de un gigante bíblico, con el placer de pescar libremente de más repertorios iconográficos y literarios, Dante introduce los Gigantes de la mitología griega, en particular Efialtes, que Virgilio presente como aquel que quiso soberbiamente experimentar su potencia contra la de Júpiter durante la Gigantomaquia. El contrapaso viene dicho en el verso 96: "los brazos que agitó, ya nunca más mueve".
Dante entonces, pensando a la escalada de los Gigantes del Olimpo, pregunta dónde está el más cruel, el descomunal Briareo, pero Virgilio le responde que él se encuentra en la otra parte del círculo, bien lejos, mientras que dentro de poco podrá ver a Anteo que habla (y por lo tanto entiende el lenguaje de ellos, a diferencia de Nemrod) y está suelto (a diferencia de Efialtes y de Briareo): dos condiciones que dentro de poco se entenderá por qué son necesarias. Sigue una veloz descripción de Briareo: "está atado y arreglado como éste, / salvo que más feroz se ve en el rostro".
De improviso llega un terremoto, para Dante el más violento que haya más movido a una torre. Fue Efialtes que se movió haciendo que Dante sintiese miedo de morir: él habría entrado en pánico si no hubiese visto las cadenas que lo ataban al Gigante.
Sobre las razones de este ataque hay dos explicaciones principales: o al gigante no les gustaron las palabras de Virgilio, porque describían a Briareo como más fuerte que él (es decir, por soberbia), o simplemente es un ataque de ira por estar inmovilizado (similar a la vergüenza de Capaneo o de Caifás, ya encontrados en el Infierno).

### Anteo - vv. 112-145

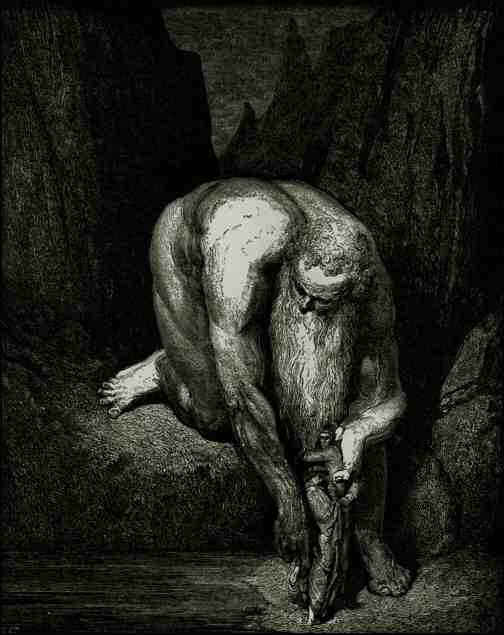
Anteo, ilustración de Gustave Doré

Siguiendo hacia adelante los dos llegan a Anteo que, excluida la cabeza, sobresalía del pozo por cinco "alas", una medida en uso en Flandes que corresponde a casi 1 metro y 40.
Virgilio se dirige a él sin perder tiempo, usando un discurso retórico con una captatio benevolentiae de manual: primero la persuasión con exageraciones de la gesta del interlocutor, después la adulación (parafraseando varias frases de la Farsalia de Marco Anneo Lucano), la comparación con otros gigantes menos fuertes y la promesa de fama. En detalles su discurso es:

¡Oh tú que en el afortunado valle

donde heredó Escipión el Africano tanta gloria,

cuando Aníbal y los suyos cayeron (el valle de Zama en Libia),

recogiste mil leones por presa,

y que, si hubieras estado en la gran guerra (la Gigantomaquia)

de tus hermanos (los hijos de Gea, la tierra), aún creerse podría

que hubieran vencido los hijos de la Tierra:

llévame abajo, si no lo llevas a ultraje,

a donde al Cocito el frío aprieta.

No nos obligues a ir a Ticio o a Tifón:

pues éste puede darte lo que aquí se ansía;

mas inclínate y no me escondas el hocico.

Aún puede darte en el mundo fama (Dante)

porque está vivo, y larga vida aún le espera

si antes de tiempo la gracia no lo llama.
vv. 115-129